# Östhammars distrikt
Östhammars distrikt är ett distrikt i Östhammars kommun och Uppsala län. 
Distriktet ligger i och omkring Östhammar. 

## Tidigare administrativ tillhörighet
Distriktet inrättades 2016 och utgörs av en del av området som Östhammars stad omfattade till 1971, delen som staden omfattade före 1957.
Området motsvarar den omfattning Östhammars församling hade 1999/2000 och fick 1992 efter utbrytningar av ett mindre område.